# Gerry McAvoy

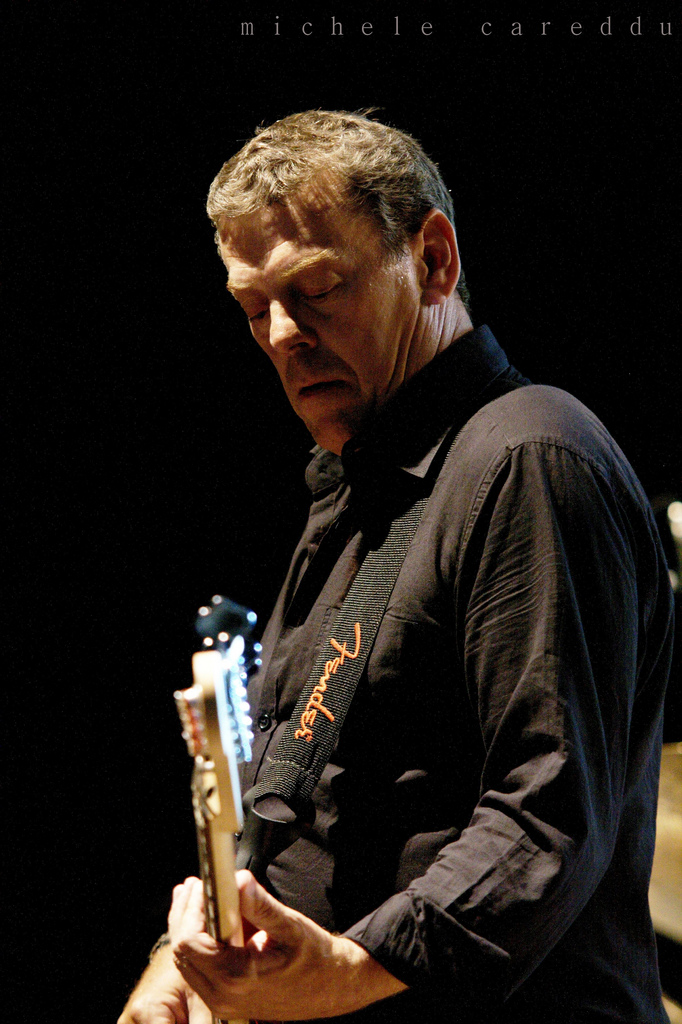
Gerry McAvoy (2009)

Gerry McAvoy (eigentlich John Gerrard McAvoy; * 19. Dezember 1951 in Belfast) ist ein nordirischer Bassgitarrist. Er war von 1971 bis 1991 musikalischer Wegbegleiter des irischen Gitarrenvirtuosen Rory Gallagher. Nach der durch Gallaghers Alkohol- und Medikamentenmissbrauch bedingten Trennung der beiden Blues- und Rockmusiker schloss sich McAvoy der Bluesformation Nine Below Zero an.

## Zusammenarbeit mit Rory Gallagher
Gerry McAvoy begann seine musikalische Karriere als Mitglied der regional bekannten Belfaster Band Deep Joy. Die Gruppe spielte mehrmals im Vorprogramm damals hochpopulärer Künstler wie Fleetwood Mac, Jethro Tull, Taste oder John Mayall.
1971 lud Gallagher den jungen Bassisten nach der Auflösung seiner Band Taste zur Zusammenarbeit ein. Mit dem Schlagzeuger Wilgar Campbell wurde das Debütalbum Rory Gallagher eingespielt. McAvoy begleitete Gallagher in den nächsten 20 Jahren auf seinen Liveauftritten und wirkte an allen 14 Alben mit, die bis zum Tod Gallaghers produziert wurden. McAvoy beschrieb später den kommerziell sehr erfolgreichen, aber auch vereinsamten Gallagher als einen Bandleader, der seine Bandmitglieder eher als Angestellte behandelt und sie nur sehr eingeschränkt am wirtschaftlichen Ertrag der Rory Gallagher Band beteiligt habe.
McAvoy wurde von vielen Fans wegen seiner soliden, handwerklich ausgereiften Spielweise und unaufdringlichen Art als idealer Begleiter Gallaghers angesehen. 1990 erschien Fresh Evidence als letzte gemeinsame Veröffentlichung. Insgesamt wurden die Alben der Rory Gallagher Band weltweit über 30 Millionen Mal verkauft.
Im folgenden Jahr, 1991, trennten sich die Wege der beiden Musiker. Gallagher war damals bereits schwer von seiner Krankheit gezeichnet, der er vier Jahre später nach einer Lebertransplantation und anschließender Infektion mit MRSA erlag.

## Nine Below Zero
McAvoy und Gallaghers Schlagzeuger Brendan O’Neill wechselten wegen der zunehmenden Spannungen zu Nine Below Zero, einer ursprünglich bereits 1977 begründeten britischen Bluesformation. Dort trafen beide auf den Mundharmonikaspieler Mark Feltham, der von 1987 bis 1995 zur festen Besetzung von Rory Gallaghers Band gehörte. Somit spielten in diesem Quartett zeitweise drei Musiker aus der Formation um Gallagher.

## Band of Friends
In den Jahren nach Gallaghers Tod formierte sich auf Initiative von McAvoy die Gruppe Band of Friends, in der immer wieder ehemalige Mitglieder von Gallaghers Band, aber auch Gastmusiker zu dessen Gedenken zusammenkommen.
Mehrfach spielten Gerry McAvoy und Schlagzeuger Brendan O’Neill mit dem niederländischen Bluesgitarristen Julian Sas, der stark von Gallaghers Musik beeinflusst wurde, auf Festivals zum Gedenken an Rory Gallagher. Weitere „Friends“ der Band sind u. a. Paul Rose (Gitarre), Marcel Scherpenzeel (Gitarre/Gesang) Davy Knowles (Gitarre/Gesang), Jim Kirkpatrick (Gitarre/Gesang) und seit 2020 Stephan Graf (Gitarre/Gesang).

## Buchveröffentlichung
2005 veröffentlichte Gerry McAvoy seine Autobiografie unter dem Originaltitel Riding Shotgun. 2007 erschien eine deutsche Übersetzung des Werkes unter dem Titel On the road – Mein Leben mit Rory Gallagher und Nine Below Zero. McAvoy setzt sich in einigen Passagen durchaus kritisch mit der Rock- und Blueslegende Rory Gallagher und anderen Künstlern (John Mayall, Ian Anderson) auseinander, bringt aber stets seine tiefe Loyalität und freundschaftliche Verbundenheit zu Gallagher zum Ausdruck. Gallaghers Bruder, ehemaliger Manager und Nachlassverwalter Donal Gallagher, versuchte dennoch, letztlich erfolglos, die Herausgabe des 318 Seiten fassenden Bandes zu verhindern.